# Distrito Escolar Independiente de Texas City
El Distrito Escolar Independiente de Texas City(Texas City Independent School District, TCISD) es un distrito escolar de Texas. Tiene su sede en Texas City.TCISD, con una superficie de 19,3 millas cuadradas, tiene más de 5.500 estudiantes. El distrito gestiona cuatro escuelas primarias, una escuela intermedia, una escuela media, un centro del noveno grado y una escuela preparatoria.
El 1 de julio de 2016, el Distrito Escolar Independiente de La Marque será anexado en TCISD.